# 유닉스 전쟁

유닉스 계통도

유닉스 전쟁(영어: Unix wars)은 1980년대 후반과 1990년대 초반에 유닉스 운영 체제의 표준을 정하기 위해 공급업체들 간에 벌어진 경쟁이었다.

## 유래
AT&T와 캘리포니아 대학교 버클리는 초기 유닉스 역사에서 중요하다. AT&T의 벨 연구소가 유닉스를 만들었지만 1980년대까지는 버클리의 컴퓨터 시스템 연구 그룹이 주도적인 비영리 유닉스 개발자였다. 1980년대 중반에는 유닉스의 세 가지 일반적인 버전이 있었다: AT&T의 시스템 III(마이크로소프트의 제닉스와 IBM이 승인한 PC/IX 등의 기반), AT&T의 시스템 V(새로운 유닉스 표준으로 삼으려 했던 것), 그리고 버클리 소프트웨어 배포판(BSD)이었다. 모두 AT&T의 리서치 유닉스에서 파생되었지만 상당한 차이가 있었다. 또한, 각 공급업체의 유닉스 버전은 어느 정도 달랐다.
예를 들어 1980년대 중반 유즈닉스 컨퍼런스에서 많은 AT&T 직원들은 "시스템 V: 표준으로 간주하라"는 문구가 새겨진 배지를 달고 있었고 여러 주요 공급업체들은 시스템 V 기반 제품을 홍보하고 있었다. 반면에 시스템 V는 아직 TCP/IP 네트워킹이 내장되어 있지 않았지만 BSD 4.2는 내장되어 있었다. 엔지니어링 워크스테이션 공급업체들은 거의 모두 BSD를 사용하고 있었고, "4.2 > V"라는 문구가 새겨진 포스터를 구할 수 있었다.
여러 공급업체들이 1984년에 호환 가능한 개방형 시스템을 홍보하기 위해 X/Open 표준 그룹을 결성했고, 유닉스 기반 시스템을 선택했다. X/Open은 AT&T의 관심을 끌었다. 유닉스의 통일성을 높이기 위해 AT&T와 선도적인 BSD 유닉스 공급업체인 선 마이크로시스템즈는 1987년에 통합 시스템 작업을 시작했다(이것의 실현 가능성은 몇 년 전에 미 육군 탄도 연구소의 BSD 유닉스용 시스템 V 환경에 의해 입증되었다). 이것은 1988년에 시스템 V 릴리스 4 (SVR4)로 출시되었으며, 그 파생형인 오픈인디아나를 통해 오늘날까지 이어지고 있다.
이 결정은 고객과 무역 언론의 환영을 받았지만, 다른 유닉스 라이선스 사용자들은 선이 부당하게 이득을 볼 것을 우려했다. 그들은 1988년에 개방 소프트웨어 재단(OSF)을 결성했다. 같은 해 AT&T와 다른 라이선스 사용자 그룹은 유닉스 인터내셔널(UI)을 결성하여 대응했다. 기술적 문제는 곧 두 "개방형" 유닉스 버전 간의 격렬하고 공개적인 상업적 경쟁에 밀려났고, X/Open이 중간 지대를 차지했다.
1990년 다양한 유닉스 버전의 신뢰성에 대한 연구는 각 버전에서 운영 체제 유틸리티의 4분의 1에서 3분의 1 사이가 퍼즈 테스트로 충돌될 수 있다는 것을 발견했다. 연구자들은 이것을 부분적으로는 BSD-시스템 V 경쟁으로 인한 "기능, 성능 및 퍼포먼스 경쟁" 때문이라고 지적했다. 이는 개발자들이 신뢰성을 걱정할 시간을 거의 주지 않았다.

## 표준화
1988년 POSIX 표준은 처음에는 곧 나올 C 표준에 포함될 내용을 넘어선 시스템 C 라이브러리 함수에 집중했다. 나중에는 시스템 환경의 다른 측면을 지정하도록 확장되었다. POSIX는 합리적인 노력으로 시스템 V와 BSD 기반 변형, 그리고 일부 비유닉스 시스템에서 충족될 수 있는 "최저 공통 분모"를 지정했다.
1993년 3월, UI와 OSF의 주요 참여자들이 코먼 오픈 소프트웨어 환경(COSE) 동맹을 결성함으로써 유닉스 전쟁의 가장 중요한 시대를 효과적으로 끝냈다. 6월에 AT&T는 유닉스 자산을 노벨에 매각했고, 10월에 노벨은 유닉스 브랜드를 X/Open에 이전했다.
1996년 X/Open과 새로운 OSF는 합병하여 오픈 그룹을 형성했다. 단일 유닉스 규격과 같은 COSE 작업은 현재 브랜드 유닉스의 표준이며, 현재 POSIX 표준을 관리하는 오픈 그룹의 책임이다.
그 이후로도 유닉스 파벌주의의 산발적인 충돌이 발생했다. 예를 들어 1995년 HP/SCO "3DA" 동맹과 1998년 프로젝트 몬테레이는 IBM, SCO, 시퀀트, 그리고 인텔이 팀을 이뤘고, 이후 IBM과 새로운 SCO (이전 칼데라) 간의 소송(SCO 대 IBM)으로 이어졌다.

## BSD와 리눅스의 부상
BSD는 1989년부터 1994년까지 AT&T의 저작권 코드를 자체 버전에서 제거하기 위해 노력했다. 이 기간 동안 다양한 오픈 소스 BSD x86 파생 버전이 386BSD를 시작으로 형성되었으며, 곧 FreeBSD와 NetBSD로 계승되었다. OpenBSD는 1995년에 NetBSD에서 분기되었고, DragonFly BSD는 2003년에 FreeBSD에서 분기되었다. Mac OS X v10.5는 오픈 소스 BSD 코드를 사용하여 완전히 유닉스 호환 인증을 받은 최초의 운영 체제이다. BSD 시스템은 버전 7 유닉스에서 직접적인 조상으로 볼 수 있다. 오픈 소스 옹호자 에릭 레이먼드에 따르면, BSD 시스템은 "상표 유닉스"는 아닐지라도 "유전적 유닉스"로 간주될 수 있다.
BSD의 법적 격동기 (1992~94) 동안, 거의 완성된 GNU 운영 체제는 리눅스 커널을 포함함으로써 작동하게 되었고 "리눅스"라는 이름으로 묶였다. GNU는 저작권 문제를 피하기 위해 처음부터 작성되었다. 리눅스 시스템은 POSIX와의 호환성을 광범위하게 목표로 한다.

## 같이 보기
- 에디터 전쟁